# Gevujina
Gevujina (lat. Gevuina), maleni biljni rod drveća iz porodice dvoličnjakovki.
Rod  je opisani 1782., i u njega su uključene 3 vrste, 	Gevuina avellana Molina; Gevuina bleasdalei (F. Muell.) Sleumer; i Gevuina papuana (Diels) Sleumer. Kew posljednje dvije vrste uključuje u rod Bleasdalea kao Bleasdalea bleasdalei (F.Muell.) A.C.Sm. & J.E.Haas
i Bleasdalea papuana (Diels) Domin.
Tipična je vrsta južnoameričko drvo Gevuina avellana.

## Vrste
1. Gevuina avellana Molina

## Sinonimi
- Quadria Ruiz & Pav.; Prod. 16. t. 33 (1794)
- Bleasdalea F.Muell.; (1865) ex Domin Biblioth. Bot., 20(89): 586 (1921)